# 米山站 (日本)
米山站（日语：／ Yoneyama eki */?）是東日本旅客鐵道（JR東日本）信越本線的鐵路車站，位於日本新潟縣柏崎市米山町。

## 歷史
- 1897年（明治30年）5月13日：開業，當時的名稱為鉢崎站，為北越鐵道的一個車站。
- 1907年（明治40年）8月1日：成為鐵道省的一個車站。
- 1949年（昭和24年）6月1日：成為日本國有鐵道的一個車站。
- 1961年（昭和36年）3月20日：改為現在名稱。
- 1987年（昭和62年）4月1日：國鐵分割民營化，成為東日本旅客鐵道的一個車站。

## 車站結構
側式月台2面2的地面車站，並設有自動售票機和驗票閘門。

### 月台配置
| 月台 | 路線      | 方向 | 目的地                                  |
| ---- | --------- | ---- | --------------------------------------- |
| 南側 | ■信越本線 | 上行 | 直江津方面 ■妙高躍馬線直通 妙高高原方面 |
| 北側 | ■信越本線 | 下行 | 長岡方面                                |

## 车站周边
- 米山海水浴場
- 米山登山口
- 鉢崎郵政局
- 新潟縣道118号米山停車場線
- 国道8号

## 相鄰車站
東日本旅客鐵道（JR東日本）
■信越本線
■普通
柿崎－上下濱－笠島